# Bleptinodes tanaocrossa
Bleptinodes tanaocrossa là một loài bướm đêm trong họ Noctuidae.